# سوغوت‌لوباغچه (سینجیک)
سوغوت‌لوباغچه (انگلیسی: Söğütlübahçe) یک منطقه مسکونی در ترکیه است که در استان آدیامان و در ناحیه سینجیک واقع شده‌است.